# Liturgische Musik
Liturgische Musik ist eine Form der Kirchenmusik, die durch besondere Funktionen innerhalb der Liturgie der Kirche gekennzeichnet ist. Die meisten Religionen setzen Musik ein, um ihre liturgischen Abläufe zu gestalten.
Im katholischen Verständnis wurde der Begriff maßgeblich durch das Zweite Vatikanische Konzil geprägt, das die enge Bindung an die Liturgie zum Hauptmerkmal kirchlicher Musik erklärt: „Daher wird die Kirchenmusik umso heiliger, je enger sie mit der liturgischen Handlung verknüpft wird.“
Aus dieser Ausrichtung der liturgischen Musik ergeben sich verschiedene Anforderungen:
Zum einen hat die Musik funktional zu sein, sie muss sich also in den Rahmen des Gottesdienstes einfügen lassen. Ausladende Messvertonungen wie Beethovens Missa solemnis sind daher kaum mehr als liturgische Musik fassbar, sondern gehören dem weiteren Bereich der Kirchenmusik an.
Eine zweite wichtige Forderung, die das Zweite Vatikanische Konzil immer wieder betont, ist das Prinzip der Participatio actuosa, d. h. der „tätigen Teilnahme“ der Gläubigen am Gottesdienst. Diese können vor allem der Gemeindechoral oder die Missa cum populo gewährleisten. Dennoch ist auch ein stellvertretendes Musizieren Einzelner im Namen der Gemeinde möglich, etwa durch Chor, Organist oder Instrumentalmusiker.
Unter dem Aspekt der tätigen Teilnahme ist des Weiteren zu berücksichtigen, dass die Musik für den durchschnittlichen Hörer verständlich und transparent sein soll, damit er ihr aufmerksam folgen kann. Dies betrifft zum einen den Text, zum anderen aber auch die musikalische Sprache: Liturgische Musik steht zwischen historischer Verwurzelung und modernen Bedürfnissen, zwischen Einfachheit und qualitativer Angemessenheit. Der Komponist Harald Heilmann spricht in diesem Zusammenhang von „Der schmale Grat geistlicher Musik zwischen Absurdität und Banalität“.
Auch inhaltlich hat sich die liturgische Musik an der Liturgie zu orientieren. Papst Benedikt XVI. hat darauf hingewiesen, dass sie sich in erster Linie am Wort Gottes auszurichten hat. Damit meint er nicht nur die Orientierung an der Bibel und die Vertonung biblischer Texte, sondern auch das Gotteswort als Logos: Die Musik muss den Menschen über das Wort hinausführen, ihn in den kosmischen Lobpreis des Sanctus integrieren und sein Herz zu Gott emporheben. Die Musik muss zum Zeichen werden für das Pascha-Mysterium, für das Geheimnis von Tod und Auferstehung Jesu Christi.
Die bekanntesten Musikformen in der Liturgie der katholischen Kirche und im Protestantismus sind:
- Choral
- Motette
- Messe
- Oratorium

Eine spezifisch katholische Erscheinung ist zudem das Requiem (Totenmesse). Die Anglikanische Gemeinschaft benutzt für liturgische Musik den Begriff Service.
Häufig hat die Musik in der Liturgie Formen hervorgebracht, die später von der weltlichen Musik übernommen wurden. Vor allem das Oratorium, das zum musikalischen Vorbild der Oper wurde, hat sich schnell aus dem liturgischen Bereich befreit, während etwa die Motette lange Zeit kirchlich geprägt blieb.
Die Beschaffenheit der liturgischen Musik wurde immer wieder diskutiert, bevor das Zweite Vatikanische Konzil im katholischen Bereich einen recht liberalen Endpunkt setzte. Zumeist stand die Frage im Mittelpunkt, ob die Vermischung der als heilig betrachteten Texte mit der klanglichen Darbietung den religiösen Zielen entsprach, da speziell mit der Entwicklung der mehrstimmigen Musik die Sprachverständlichkeit litt. Wichtige einschränkende Regelungen traf hier u. a. das Konzil von Trient. In dieser Zeit schuf Giovanni Pierluigi da Palestrina eine beispielhafte Verbindung von mehrstimmiger Musik und Sprachverständlichkeit, seine Missa Papae Marcelli erbrachte ihm im 19. Jahrhundert den Titel "Retter der Polyphonie" und erhob ihn zum stilistischen Vorbild des Cäcilianismus.